# Platycheirus longigena
Platycheirus longigena är en tvåvingeart som först beskrevs av Günther Enderlein 1912.  Platycheirus longigena ingår i släktet fotblomflugor, och familjen blomflugor. Inga underarter finns listade i Catalogue of Life.